# Tavera
Tavera je naselje in občina v francoskem departmaju Corse-du-Sud regije - otoka Korzika. Leta 1999 je naselje imelo 336 prebivalcev.

## Geografija
Kraj leži v osrednjem delu otoka Korzike v zgornji dolini reke Gravone znotraj naravnega regijskega parka Korzike, 33 km severovzhodno od središča Ajaccia.

## Uprava
Občina Tavera skupaj s sosednjimi občinami Bocognano, Carbuccia, Cuttoli-Corticchiato, Peri, Sarrola-Carcopino, Tavaco, Ucciani, Valle-di-Mezzana in Vero sestavlja kanton Celavo-Mezzana s sedežem v Bocognanu. Kanton je sestavni del okrožja Ajaccio.